# مكراندة سبروس
مكراندة سبروس (الاسم العلمي:Micrandra sprucei) هي نوع من النباتات تتبع جنس المكراندة من الفصيلة الفربيونية. سميت على اسم ريتشارد سبروس عالم النبات الإنجليزي في القرن التاسع عشر.